# Juweeltje (pissebed)
Het juweeltje (Androniscus dentiger) is een pissebed uit de familie Trichoniscidae. De wetenschappelijke naam van de soort is voor het eerst geldig gepubliceerd in 1908 door Karl Wilhelm Verhoeff.